# Chvaletice (przystanek kolejowy)
Chvaletice – przystanek kolejowy w Chvaleticach, w kraju pardubickim, w Czechach. Znajduje się na wysokości 210 m n.p.m.
Na przystanku istnieje możliwość zakupu biletów i rezerwacji miejsc.

## Linie kolejowe
- 010 Kolín - Česká Třebová